# Rambler American
La Rambler American è un'autovettura compact prodotta dalla American Motors Corporation (AMC) dal 1958 al 1969.

## Il contesto

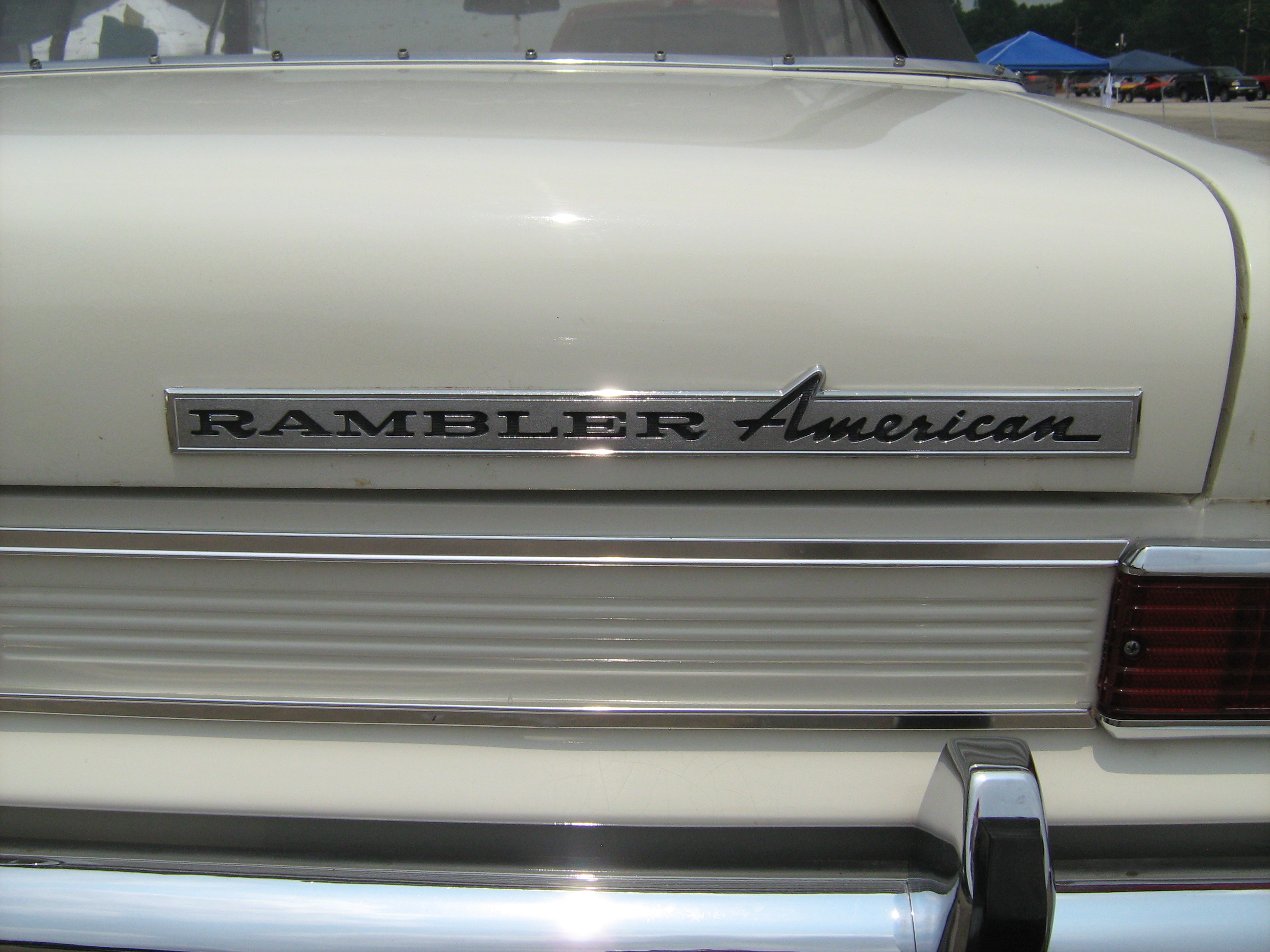
Particolare di una Rambler American 440 cabriolet del 1965

La storia della American iniziò quando il presidente dell'AMC, George Wilcken Romney, riconobbe l'esigenza di avere nella gamma del marchio un modello compatto. L'idea fu quella di far derivare la nuova vettura dalla Metropolitan allungandone il corpo vettura. In questo modo il modello avrebbe offerto la possibilità di ospitare fino a quattro passeggeri. Nel contempo, venne deciso di conservare gli impianti che produssero la Nash Rambler. In ogni caso, rispetto ai due modelli citati, la American fu dotata di uno stile e di una meccanica differenti. Fu decretata tale scelta, cioè di far derivare l'American da altri modelli, perché l'AMC non aveva i fondi necessari per sviluppare una vettura completamente nuova.

## Storia
La American è stata prodotta in tre serie distinte. Durante l'intero periodo in cui venne assemblato, il modello venne venduto con il marchio "Rambler" nonostante fosse prodotto dall'American Motors. Questo marchio venne utilizzato per l'ultima volta sul mercato statunitense e canadese proprio con la American. La Rambler fu spesso, sul primo mercato menzionato, il modello meno costoso. Fu poi popolare per i consumi contenuti. La American fu infatti introdotta in Nord America durante una fase recessiva e venne quindi apprezzata dai consumatori per i bassi consumi dei suoi motori. Nel 1966 venne introdotto, nell'offerta della Rambler, un motore V8. Per tale motivo alcune versioni del modello diventarono famose come auto compatte ad alte prestazioni. Mitt Romney, figlio di George Wilcken Romney, nella campagna delle primarie per le elezioni presidenziali del 2008, utilizzò una Rambler American durante gli eventi più importanti per enfatizzare il bisogno del mercato statunitense di modelli di autovettura che consumassero meno carburante.
Una concept car del 1964, la Rambler Tarpon, è stata costruita sulla piattaforma della American. Questo prototipo anticipò lo stile fastback della Rambler Marlin del 1965 e delle pony car che sarebbero venute in seguito.
La American è stata assemblata principalmente negli Stati Uniti (per la precisione a Kenosha) ed in Canada (Brampton). Il modello è stato inoltre prodotto con altri marchi del gruppo AMC ed è stato anche assemblato su licenza da altre aziende. In particolare, in quest'ultimo caso, è stato fabbricato in Australia, Iran, Messico, Sudafrica e Argentina.
Per tutto il periodo in cui fu in produzione, la American è stata caratterizzata dal motore montato anteriormente e dalla trazione posteriore.
La American partecipò con successo anche a gare rallistiche ed a competizioni fuori strada.

## La prima serie: 1958-1960

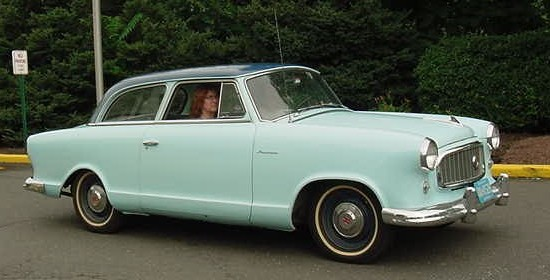
Una Rambler American coupé due porte del 1959

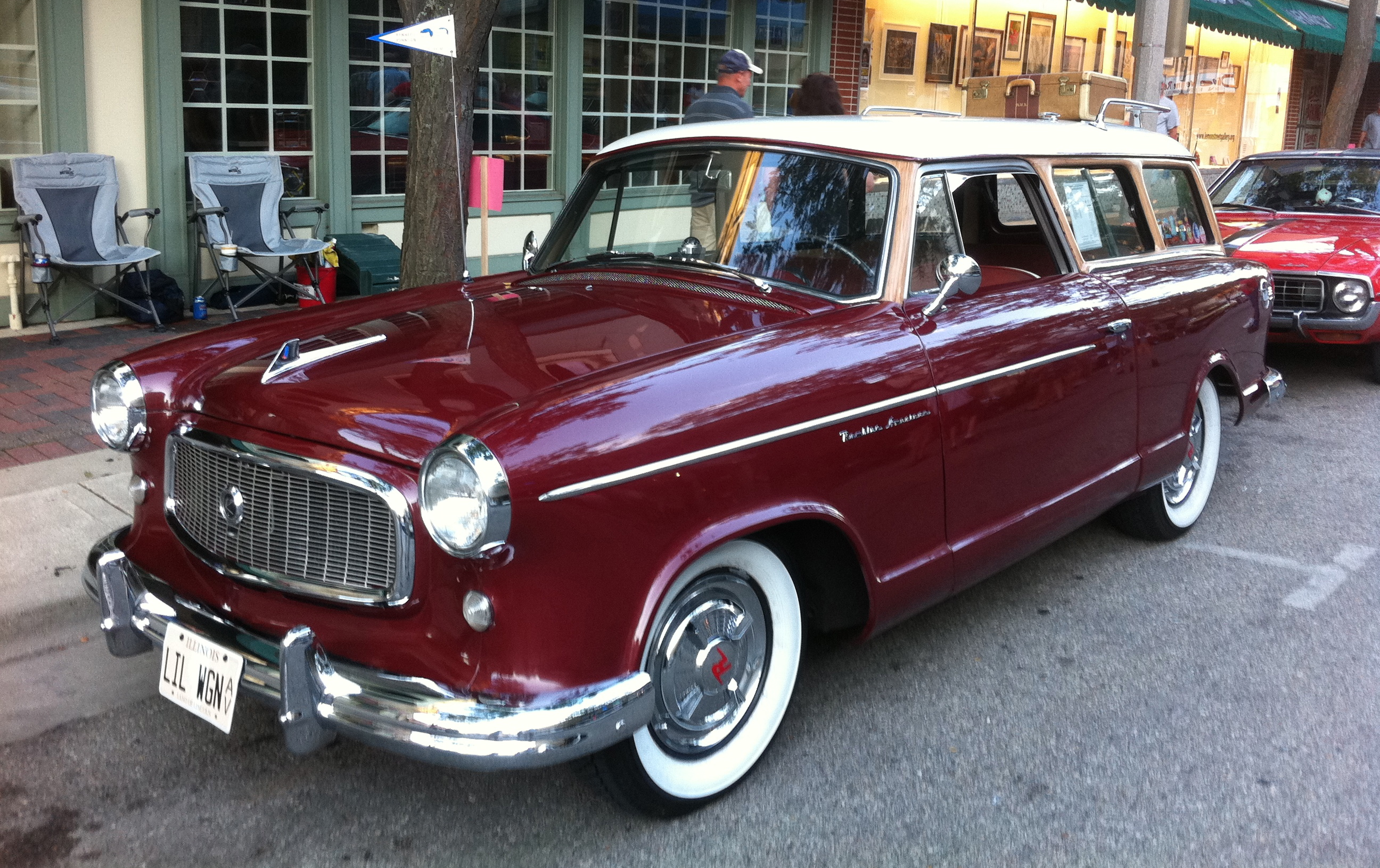
Una Rambler American Custom familiare del 1960

L'AMC dotò la American di una linea che derivava da quella della Nash Airflyte. Per quanto riguarda invece le versioni disponibili, Romney decise di offrire, perlomeno inizialmente, solo la versione coupé due porte. Ciò fu fatto per evitare che le versioni berline e familiari erodessero volumi di vendita agli altri modelli Rambler. La American fu in vendita dal gennaio del 1958 dopo una campagna pubblicitaria in sordina.
L'unico motore che venne offerto per questa serie di American fu un sei cilindri in linea da 3,2 L di cilindrata che erogava 90 CV di potenza. La American era disponibile in due allestimenti, Deluxe e Super. Tutte le American erano realizzate in modo tale da prevenire la ruggine.

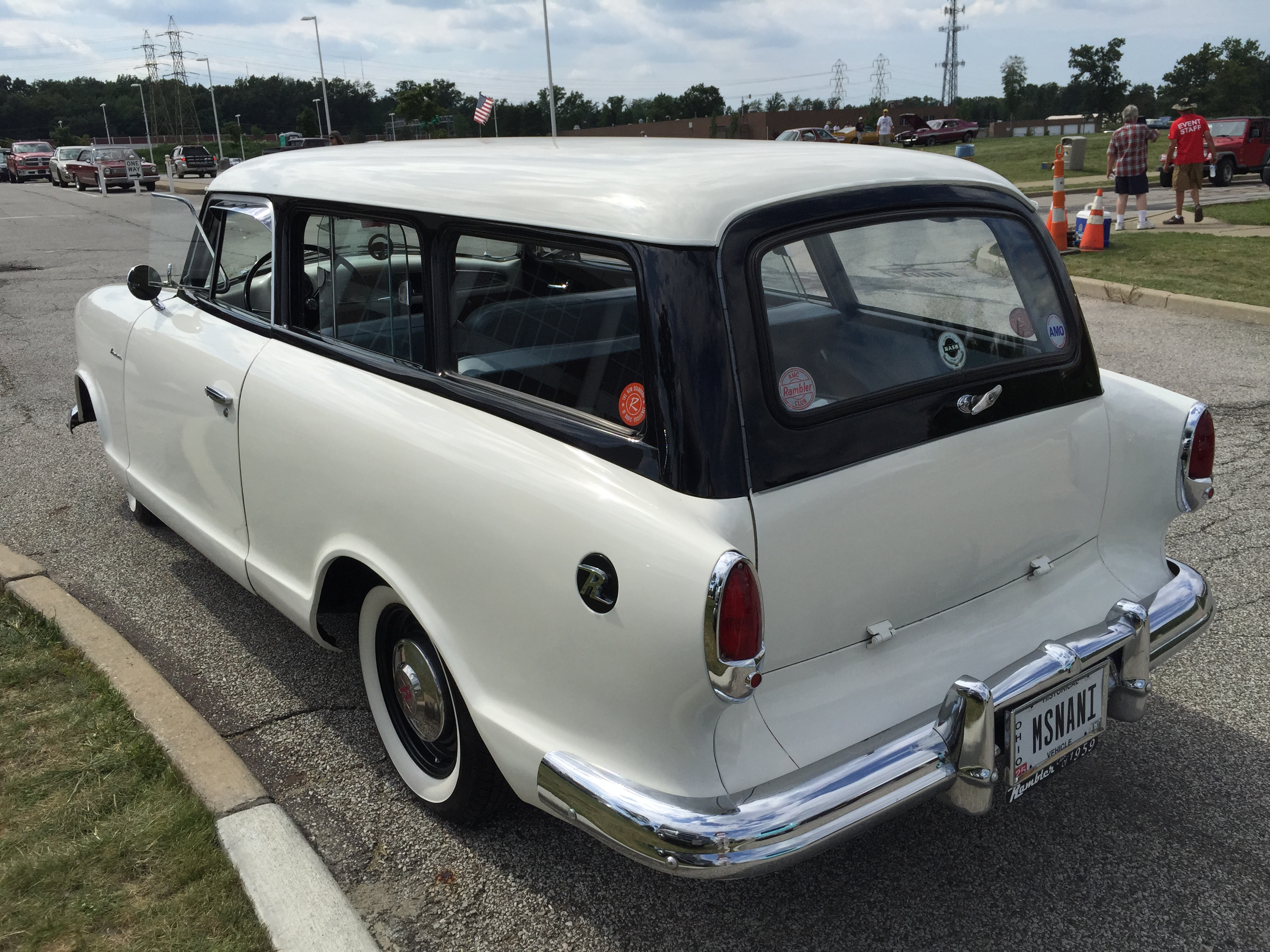
Una Rambler station Wagon due porte perfettamente conservata fotografata nel 2015

Nel 1959 venne aggiunta la versione familiare due porte. Fu operata tale scelta perché la più grande Rambler Six era disponibile in versione familiare quattro porte, e quindi la dirigenza della AMC voleva evitare una concorrenza interna. Rispetto al 1958, nel 1959 le vendite triplicarono, passando da 30.640 a 91.485 esemplari.
Nel 1960 la AMC introdusse - per la Rambler - la versione berlina quattro porte ed un nuovo allestimento al top di gamma, il Custom. La versione berlina venne lanciata per competere direttamente con gli omologhi modelli del Big Three, ovvero con le vetture dei tre maggiori gruppi automobilistici statunitensi (General Motors, Ford e Chrysler). Più precisamente, i modelli con cui la versione berlina della American era in concorrenza diretta erano la Ford Falcon, la Chevrolet Corvair e la Plymouth Valiant. Sempre nel 1960 il motore da 3,2 L venne aggiornato grazie a modifiche alla distribuzione ed al rapporto di compressione. Questo nuovo propulsore a valvole in testa, che erogava una potenza di 125 CV, era disponibile solo sulla versione Custom. Infatti, sugli altri due allestimenti era offerto ancora il motore a valvole laterali utilizzato negli anni precedenti. 
Nonostante la concorrenza di modelli prodotti da case automobilistiche più grandi, la American ebbe successo non solo per il basso prezzo e per i bassi consumi del motore, ma anche per il fatto che le American usate mantenessero il loro valore e venivano quindi poco svalutate sui mercati. I volumi di vendita delle American nel 1960 toccarono le 120.603 unità. Ciò consentì alla AMC di raggiungere una quota di mercato, negli Stati Uniti, del 7,5%. Le vendite totali dell'AMC furono invece di 485.745 esemplari.

## La seconda serie: 1961-1963

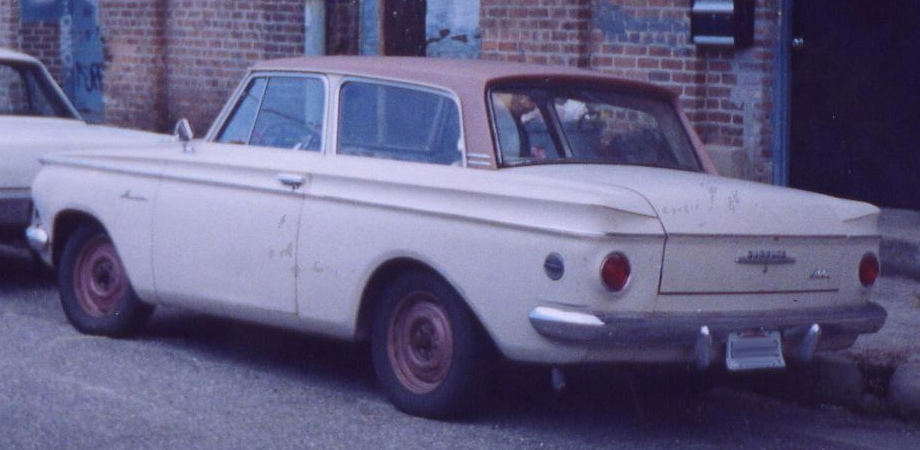
Una Rambler American 400 seconda serie

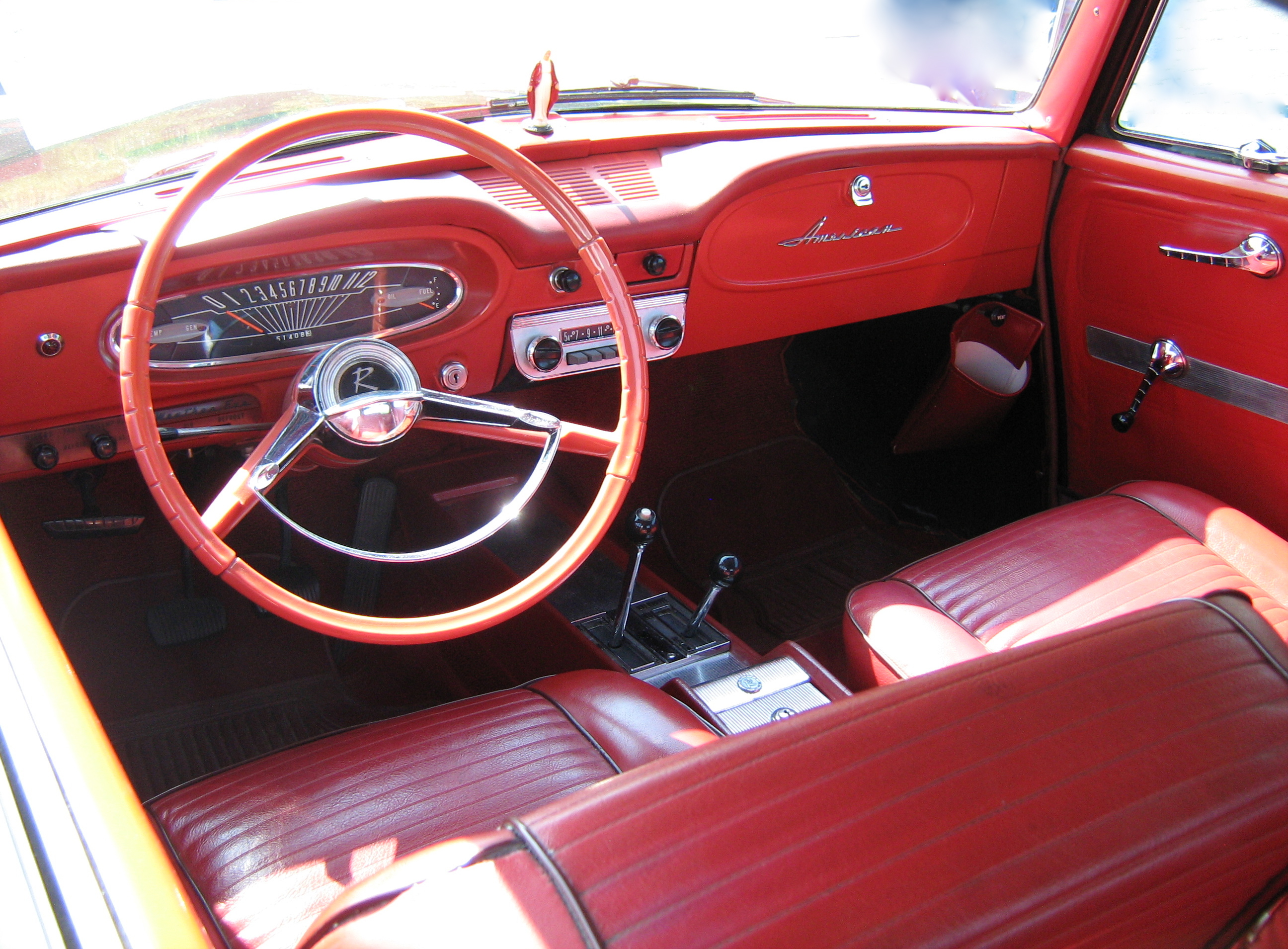
Gli interni di una Rambler American 400-H cabriolet

La seconda serie della American fu il risultato del profondo restyling operato sulla generazione precedente. I cambiamenti però non coinvolsero la meccanica, che resto infatti immutata rispetto all'anno precedente. Le dimensioni del corpo vettura, invece, furono ridotte. La capacità di carico, però, fu aumentata, mentre la linea della carrozzeria venne squadrata. Come conseguenza di quest'ultima modifica, la American del 1961 perse ogni legame estetico con il modello del 1950.
Nel 1961 all'offerta si aggiunsero le versioni familiare quattro porte e cabriolet due porte. Quest'ultima era dotata di un sistema automatico che ripiegava la capote ed abbassava i finestrini delle portiere. Il numero dei passeggeri trasportabili salì da cinque a sei. Per quanto riguarda i motori, invece, fu confermato il propulsore a sei cilindri in linea da 3,2 L della serie precedente, i cui bassi consumi valsero alla vettura l'ambita vittoria alla Mobil Economy Run americana del 1962. Il motore venne comunque modernizzato anche con l'installazione di una nuova testata a valvole in testa. Per la produzione di questa nuova serie di Rambler American e della Rambler Classic, l'American Motors costruì un nuovo stabilimento del gruppo a Brampton, in Canada.
Nel 1962 la Rambler American rimase immutata. L'unica differenza fu il cambio del nome dell'allestimento Custom in "400". Nell'anno in oggetto fu introdotta l'opzione "E-stick", che combinava una frizione automatica ad un cambio manuale a tre rapporti con overdrive; questa opzione venne introdotta come alternativa a basso costo della trasmissione automatica vera e propria.
Nel 1963 l'allestimento 400 fu rinominato 440. Nell'occasione venne anche introdotta la versione hardtop due porte che era dotata di un tettuccio in metallo il cui design ricordava quello di una cabriolet. Quest'ultima caratteristica fu però applicata solamente nel 1963. Sempre nell'anno citato fu introdotto l'allestimento speciale 440-H, che era equipaggiato da sedili singoli, una consolle centrale ed una più potente versione del motore della serie regolare che erogava 138 CV. Nell'occasione fu introdotta l'opzione "Twin-Stick" che comprendeva un cambio manuale speciale con overdrive. Nel 1963 la American vinse il premio di auto dell'anno organizzato dalla rivista Motor Trend.
Una Rambler American cabriolet del 1962 è utilizzata dal protagonista del telefilm Una famiglia del terzo tipo.

## La terza serie: 1964-1969

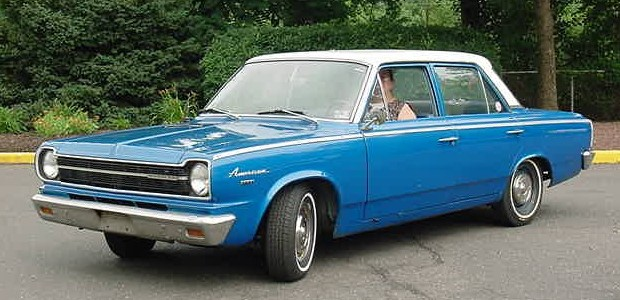
Una American berlina del 1966. Questo esemplare monta però una calandra del 1969

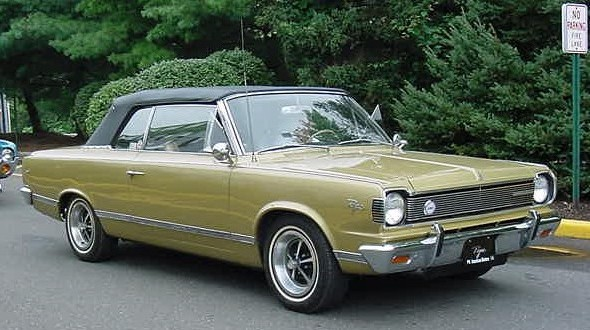
Una Rambler Rogue cabrilet del 1967

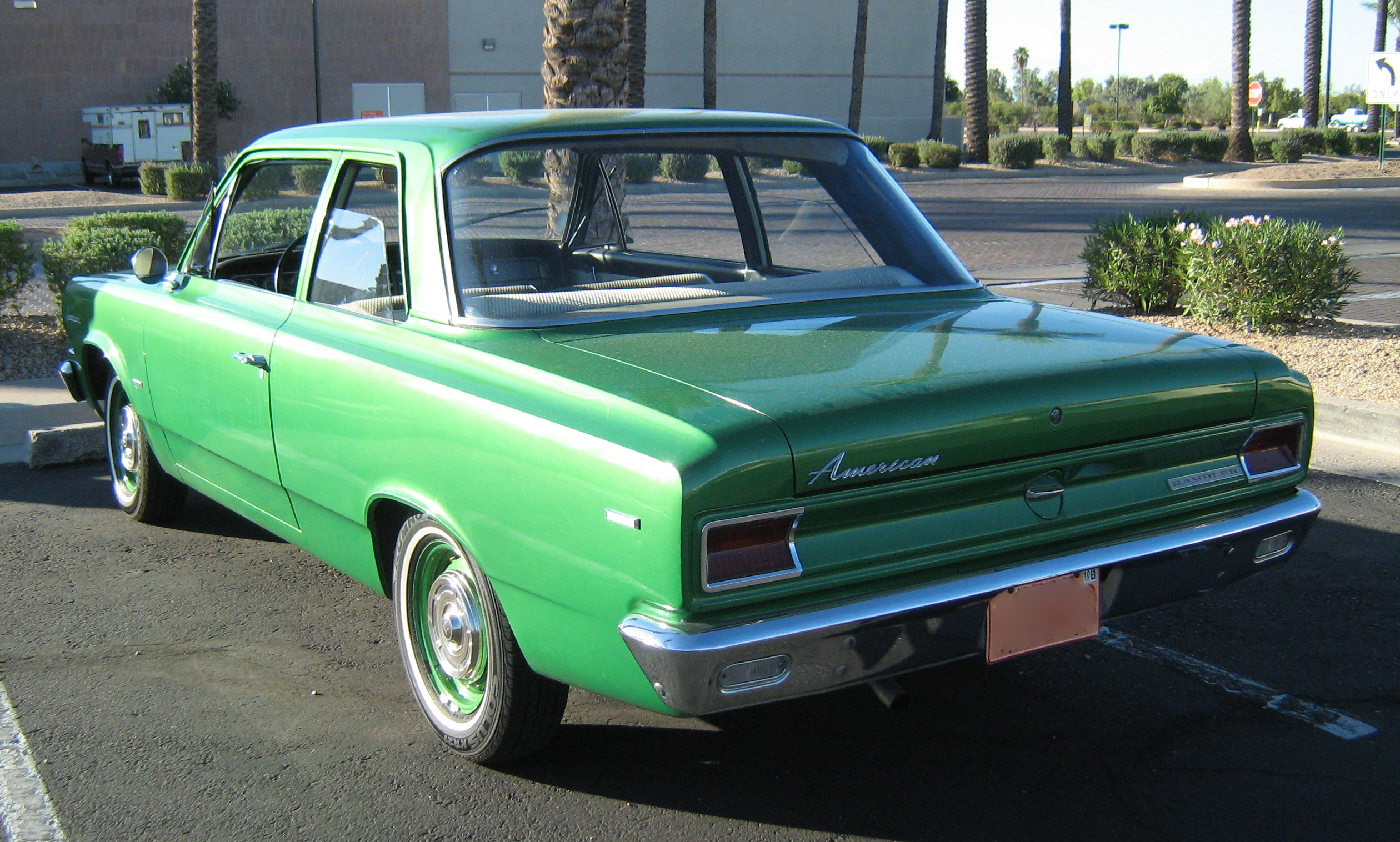
Una Rambler 220 coupé del 1967

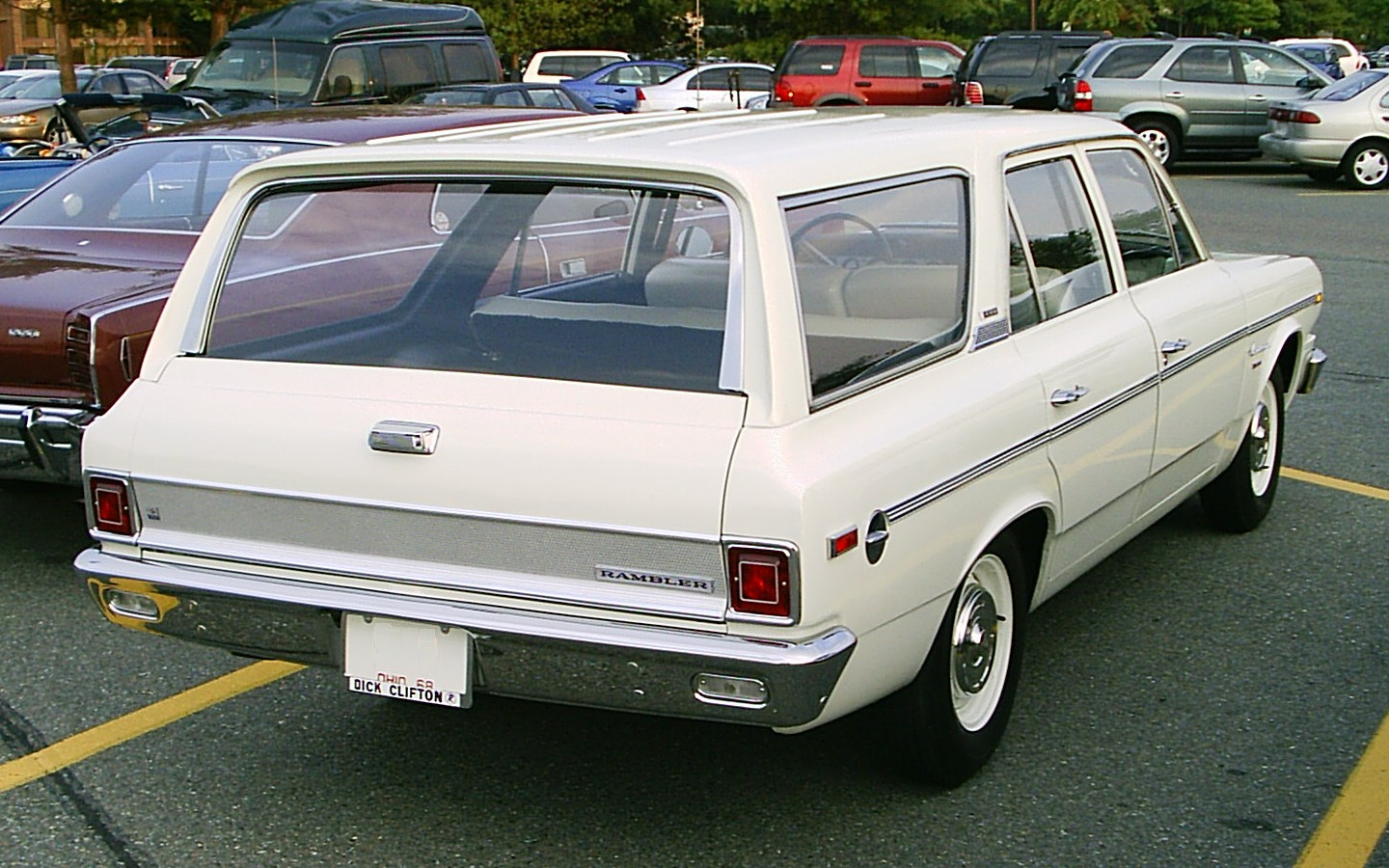
Una Rambler American familaire del 1968

Nel 1964 la American venne completamente rinnovata e fu dotata di una linea completamente diversa. Quest'ultima, ora, era caratterizzata da forme più semplici. Le dimensioni crebbero e quindi, di conseguenza, aumentò anche lo spazio interno. In particolare, la capacità di carico della versione familiare crebbe del 17%. Per le familiari, venne previsto un lunotto che era in grado di abbassarsi. I modelli erano forniti di una buona guidabilità e di componenti che erano intercambiabili con quelle delle altre vetture AMC. In occasione del lancio di questa terza serie di American, vennero introdotti gli allestimenti 330 e 220. Il motore da 3,2 L era ora disponibile in tre versioni che erano contraddistinte da tre potenze differenti: 90 CV, 125 CV e 138 CV. Nonostante la presenza, nella gamma, di propulsori dotati di una buona potenza, la AMC continuò a pubblicizzare la American come un modello economico.
Nel 1965 venne introdotto un nuovo motore a sei cilindri in linea e valvole in testa da 3,8 L. Nell'occasione, venne lanciato sui mercati anche un propulsore a sei cilindri in linea da 3,3 L. Questo comunque fu l'ultimo anno dell'utilizzo dei vecchi motori a sei cilindri a valvole laterali su tutti i modelli. I motori menzionati vennero infatti impiegati solamente sull'allestimento 220. Questi propulsori furono anche gli ultimi motori a valvole laterali utilizzati sul mercato statunitense.
Nel 1966, quando il mercato statunitense era in una fase in cui stava muovendosi verso modelli più potenti e di maggiori dimensioni, l'AMC iniziò a togliere il nome Rambler dalle proprie vetture più grandi. Quindi, le più piccole ed economiche American e Classic mantennero il proprio marchio. L'allestimento 330 fu tolto dai listini, e così le uniche due versioni disponibili nel 1966 furono la 440 e la 220. L'allestimento al top di gamma, che era disponibile solo in versione due porte coupé, cambiò nome da 440-H a Rogue. Nel 1966 le American furono sottoposte ad un facelift che rese più squadrate le linee della carrozzeria. Il modello fu anche allungato e quindi ciò permise l'installazione dell'aria condizionata anche per le versioni con motore da 3,3 L e 3,8 L. Nell'anno in oggetto fu anche introdotto un nuovo motore V8 da 4,8 L, che era disponibile in versione a carburatore a doppio corpo ed a quadruplo corpo (quest'ultima versione di motore aveva anche un rapporto di compressione maggiore). Il primo propulsore citato erogava 200 CV mentre il secondo 225 CV. La versione Rogue era dotata di un cambio automatico a tre rapporti oppure di una trasmissione manuale a quattro marce. L'altro cambio disponibile sui modelli era manuale a tre rapporti (con o senza overdrive).
Nel 1967 non ci furono modifiche di rilievo alla carrozzeria. I cambiamenti furono limitati alle modanature e alle luci posteriori. L'anno in oggetto fu anche l'ultimo della versione cabriolet, che venne comunque offerta solo con l'allestimento Rogue. Su quest'ultima e sulla versione 440 era disponibile il nuovo motore V8 da 5,6 L che era provvisto di un carburatore quadruplo corpo e che produceva 280 CV di potenza e 495 N•m di coppia. Questo propulsore fu però montato su pochissime vetture: venne infatti installato solo su 58 Rogue e su 55 "440". Di queste ultime, 7 erano cabriolet. Nel 1967 furono anche installati parecchi dispositivi di sicurezza. A causa della promulgazione di nuove leggi federali che vennero applicate a tutte le vetture statunitense, la American fu dotata di cinture di sicurezza, di un piantone dello sterzo che assorbiva l'energia in caso di urti, di diverse parti interne imbottite, ecc. Per competere meglio con le economiche vetture importate, come ad esempio il Volkswagen Maggiolino, nel 1967 la AMC abbassò il prezzo dell'American.
Nel 1968 la gamma fu semplificata. La coupé due porte e la berlina quattro porte erano disponibili nell'allestimento base (la designazione 220 non era più usata), mentre la familiare quattro porte e la già citata berlina vennero invece offerte con l'allestimento 440. La versione hardtop invece era offerta solo con l'allestimento Rogue. Nel 1968 il modello fu anche ritoccato esteticamente. Nell'occasione, venne anche introdotto un sistema che controllava le emissioni inquinanti. Il prezzo fu abbassato nuovamente, ma la concorrenza non rispose altrettanto e quindi la differenza di prezzo tra le auto del Big Three ed i modelli AMC era ora notevole.
Nel 1969 furono operati cambiamenti minimi. L'equipaggiamento fu però arricchito con poggiatesta, luci di parcheggio anteriori e cinture di sicurezza che proteggevano anche le spalle. Nel 1969 il modello fu tolto di produzione dopo 4.204.925 esemplari assemblati. L'ultimo esemplare di American uscì dalle catene di montaggio il 30 giugno. Per commemorare in parte l'uscita di scena del modello, venne aggiunta alla gamma una versione speciale basata sulla Rogue, la SC/Rambler. La American fu poi sostituita dalla AMC Hornet.

### La SC/Rambler

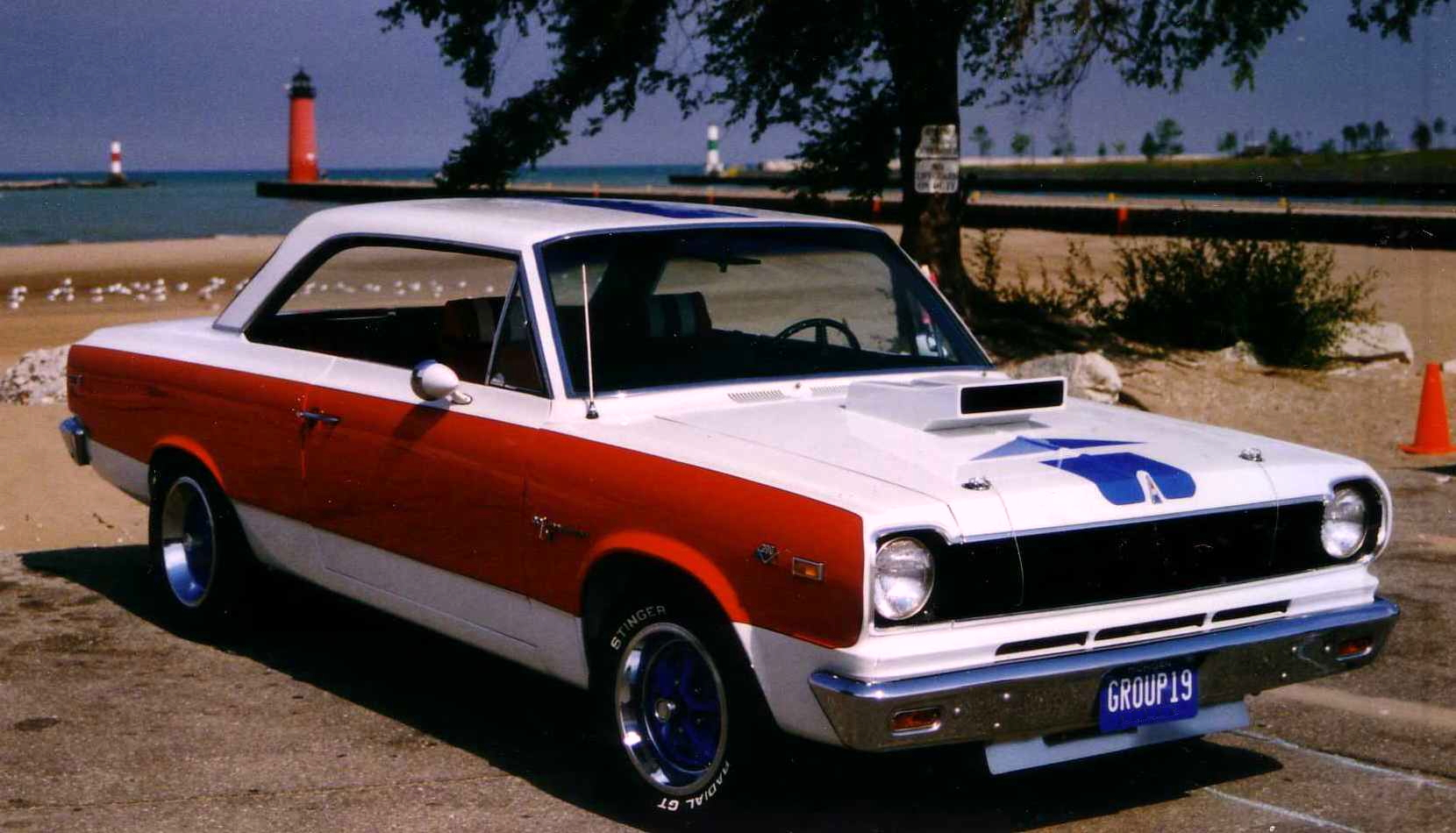
Una SC/Rambler

Una delle più famose muscle car prodotte negli anni sessanta fu la SC/Rambler ("SC" stava per "Super Car"). Fu realizzata in collaborazione con la Hurst Performance nel 1969 in 1.512 esemplari. Era in vendita a poco meno di 3.000 dollari. Questo modello speciale era dotato di un motore V8 da 6,4 L che erogava 315 CV di potenza, ed era equipaggiato di un cambio manuale a quattro rapporti. Il differenziale era a scorrimento limitato mentre lo scarico era doppio con terminali cromati. La SC/Rambler era dotata di freni a disco. Per tale motivo la SC/Rambler si differenziava dalla Rogue e dalla American, che erano infatti equipaggiate da freni a tamburo. I componenti della carrozzeria e del gruppo motopropulsore era più robusti rispetto a quelli dei modelli regolari, mentre le sospensioni erano speciali. La barra antirollio era rinforzata. Era disponibile solo in versione hardtop due porte. Erano previsti solo due schemi di colorazione (questi schemi prevedevano dei motivi rossi, bianchi e blu). Sul cofano, era installata una presa d'aria. L'unica opzione disponibile era la radio AM. 

## La IKA Torino e le American prodotte all'estero

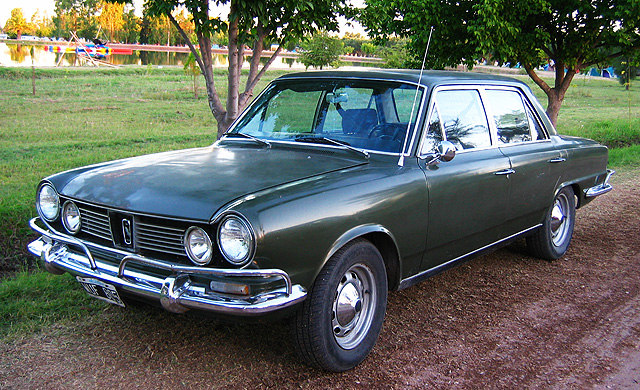
Una IKA Torino TS berlina

Dal 1966 al 1982 l'Industrias Kaiser Argentina (IKA) ha prodotto in Argentina un modello che era una via di mezzo tra la seconda generazione dell'American e della Classic. Questa vettura fu chiamata IKA Torino e più tardi Renault Torino. Era offerta in versione hardtop due porte e berlina quattro porte, ed era dotata di accenti lussuosi. Il motore da 3,8 L, la trasmissione ed alcune parti degli interni erano prodotti in Argentina e non erano utilizzati sui modelli prodotti negli Stati Uniti.
Dal 1967 al 1974 la versione del 1966 della American è stata assemblata dalla Sherkate Sahami in Iran. Questa versione di American è stata offerta in due allestimenti, Aria e Shahin. La prima versione citata era quella lussuosa ed era dotata di un cambio automatico a tre rapporti, mentre la seconda era il modello base ed era equipaggiata da una trasmissione manuale. Entrambe montavano un motore a sei cilindri in linea da 3,2 L che erogava 128 CV ed erano dotate di aria condizionata. Quest'ultima caratteristica era una rarità per il mercato iraniano dell'epoca.
La Rambler American è stata prodotta in Australia tramite la tecnica del complete knock down dal 1964 al 1967. I componenti era trasportati dagli Stati Uniti per poi essere assemblati a Melbourne. Rispetto alle American prodotte negli Stati Uniti, quelle realizzate in Australia erano comunque lievemente differenti.
Il modello è stato anche venduto in Messico dal 1958 al 1970. Introdotto nel 1958 come vettura d'importazione prodotta negli Stati Uniti, la American, già alla fine dello stesso anno, iniziò ad essere prodotto in Messico, a Monterrey. Però, già nel 1959, la produzione fu interrotta ed il modello tornò ad essere importato. L'anno successivo la American tornò però ad essere prodotta nel paese centramericano, questa volta dalla Willys Mexicana, fino al 1970.